# David di Donatello za najlepszą muzykę filmową

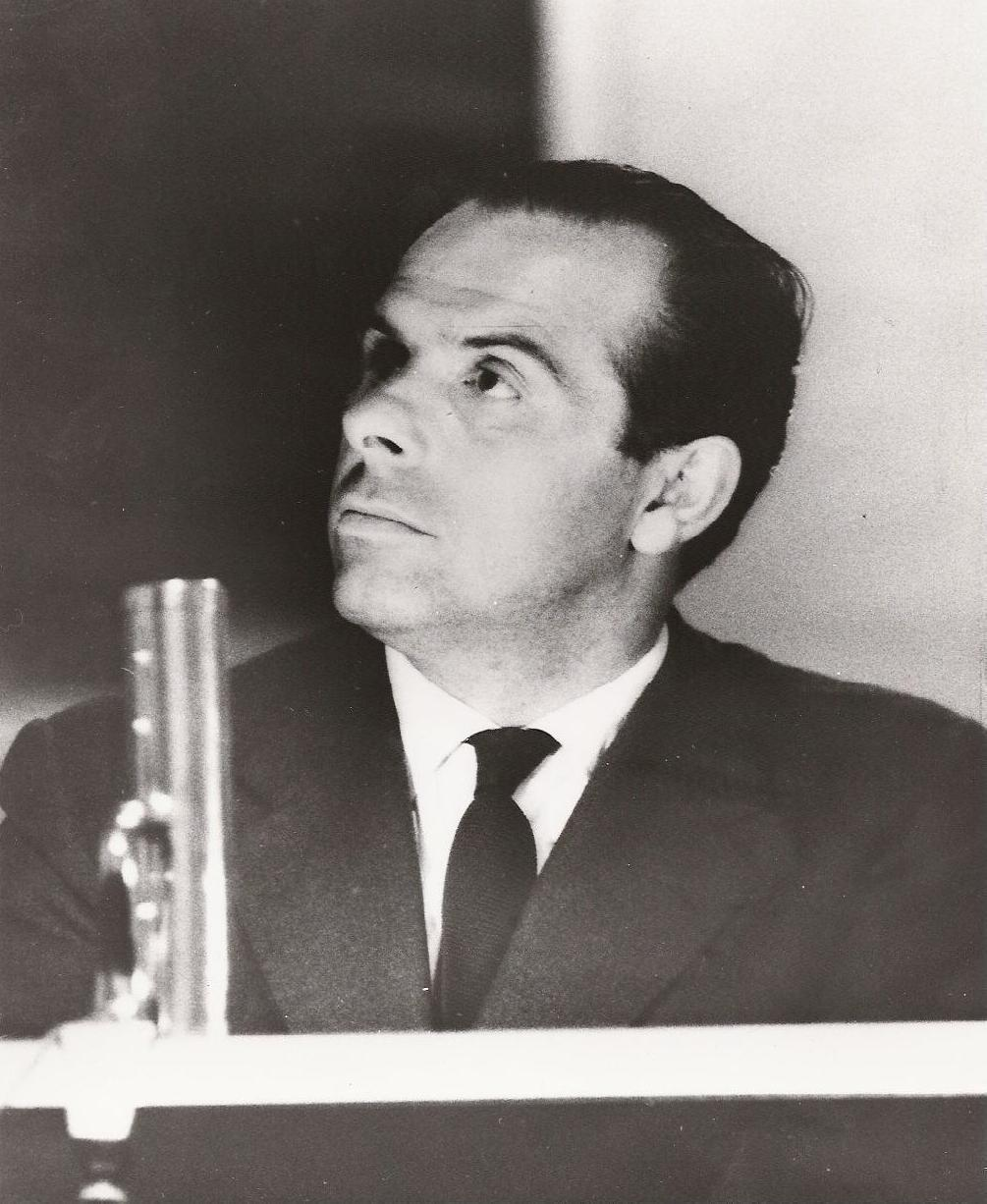
Piero Piccioni pierwszy zwycięzca David di Donatello w tej kategorii

David di Donatello za najlepszą muzykę – nagroda filmowa przyznawana corocznie, jako jedna z kategorii w ramach włoskiej nagrody filmowej David di Donatello. Była wręczana już od roku 1975, z wyjątkiem lat – 1979 i 1980, kiedy nagrody w tej kategorii nie przyznano. Praktykę ogłaszania również filmów nominowanych do tego wyróżnienia wprowadzono od roku 1981
.

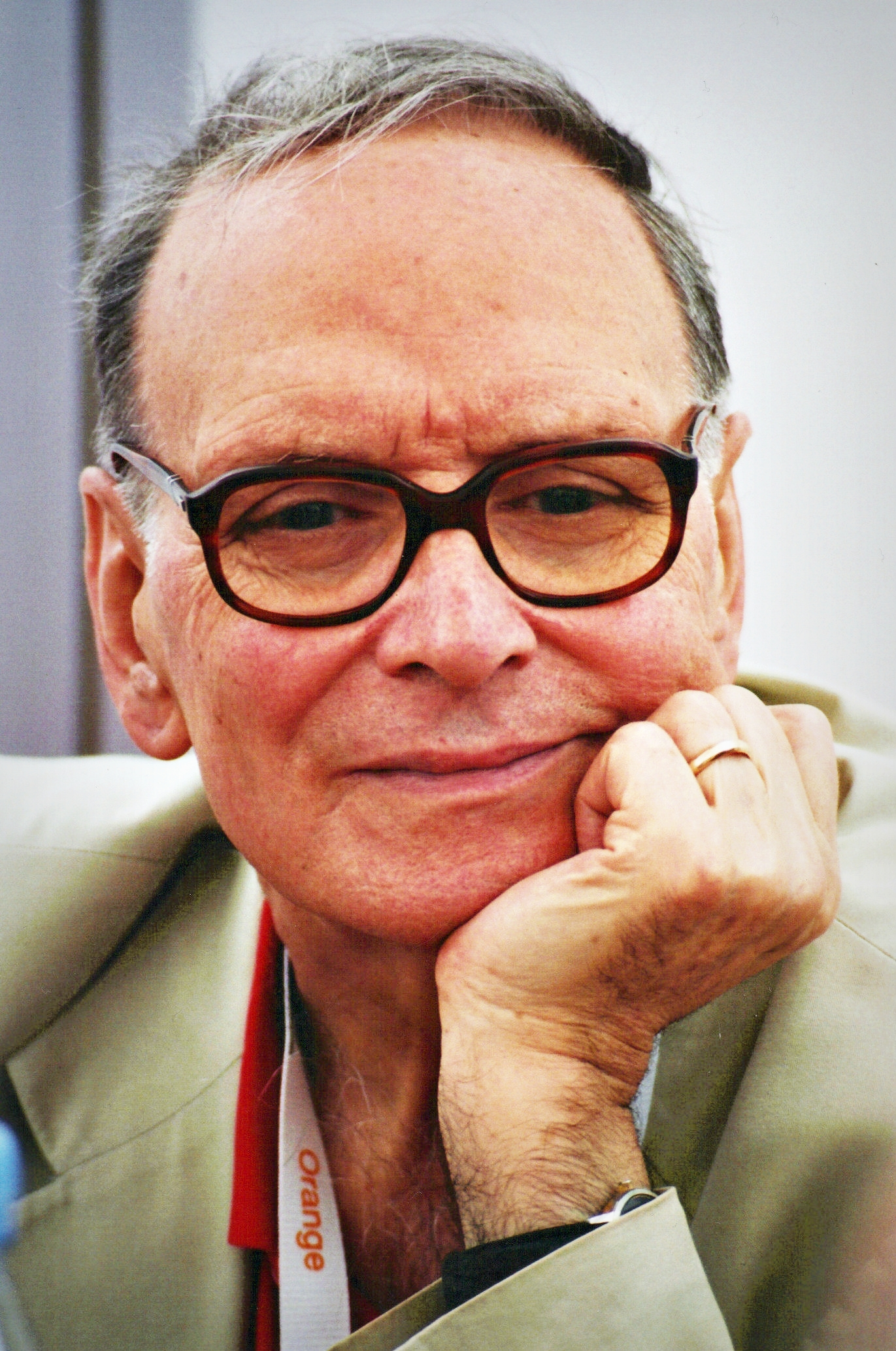
Ennio Morricone

Najwięcej nagród David di Donatello za najlepszą muzykę (9) zdobył kompozytor Ennio Morricone. Następni w kolejności to: Nicola Piovani, Armando Trovajoli i Franco Piersanti z 3 zwycięstwami każdy.

## Laureaci i nominowani
Laureaci zostali zaznaczeni przez wytłuszczenie.

### Lata 1975–1979
- 1975: Piero Piccioni – Porwani zrządzeniem losu przez wody lazurowego sierpniowego morza (Travolti da un insolito destino nell'azzurro mare d'agosto)[2][3]
- 1976: Franco Mannino – Niewinne (L’innocente)[2][4]
- 1977: Nino Rota – Casanova (Il Casanova di Federico Fellini)[2][5]
- 1978: Armando Trovajoli – Mogliamante[2][6]
- 1979: nie przyznano

### Lata 1980–1989
- 1980: nie przyznano
- 1981[2][7]
  - Fiorenzo Carpi – Eugenio (Voltati Eugenio)
  - Ennio Morricone – Bianco, rosso e Verdone
  - Piero Piccioni – Trzej bracia (Tre fratelli)
  - Riz Ortolani – Pozwól mi śnić (Aiutami a sognare)
- 1982[2][8]
  - Lucio Dalla i Fabio Liberatori – Borotalco
  - Fiorenzo Carpi – Poszukiwany Jezus (Cercasi Gesù)
  - Carlo Rustichelli – Bosco d’amore
- 1983[2][9]
  - Angelo Branduardi – Bądźcie dobrzy, jeśli potraficie (State buoni se potete)
  - Nicola Piovani – Noc świętego Wawrzyńca (La notte di San Lorenzo)
  - Armando Trovajoli – Noc w Varennes (La nuit de Varennes)
- 1984[2][10]
  - Armando Trovajoli i Vladimir Cosma – Bal (Le bal)
  - Gianfranco Plenizio – A statek płynie (E la nave va)
  - Francesco De Gregori – Flirt
- 1985[2][11]
  - Carlo Savina – Sycylijski łącznik (Pizza Connection)
  - Nicola Piovani – Chaos (Kaos)
  - Riz Ortolani – Nas troje (Noi tre)
- 1986[2][12]
  - Riz Ortolani – Dzień rozdania dyplomów (Festa di laurea) ex aequo
  - Nicola Piovani – Ginger i Fred (Ginger e Fred)  ex aequo
  - Armando Trovajoli – Makaroniarze (Maccheroni)
- 1987[2][13]
  - Armando Trovajoli – Rodzina (La famiglia)
  - Riz Ortolani – Prezent pod choinkę (Regalo di Natale)
  - Giovanna Salviucci Marini – Historia miłosna (Storia d’amore)
- 1988[2][14]
  - Ennio Morricone – Złote okulary (Gli occhiali d’oro)
  - Nicola Piovani – Jutro się zdarzy (Domani accadrà)
  - Francis Lai – Oczy czarne (Oci ciornie)
- 1989[2][15]
  - Ennio Morricone – Cinema Paradiso (Nuovo Cinema Paradiso)
  - Vangelis – Franciszek (Francesco)
  - Armando Trovajoli – Splendor

### Lata 1990–1999
- 1990[2][16]
  - Claudio Mattone – Scugnizzi
  - Mario Nascimbene – Blue Dolphin - l'avventura continua
  - Riz Ortolani – Historia o chłopcach i dziewczętach (Storia di ragazzi e di ragazze)
  - Nicola Piovani – Głos księżyca (La voce della luna)
  - Armando Trovajoli – Która godzina? (Che ora è?)
- 1991[2][17]
  - Ennio Morricone – Wszyscy mają się dobrze (Stanno tutti bene)
  - Armando Trovajoli – Kapitan Fracasse (Il viaggio di Capitan Fracassa)
  - Giancarlo Bigazzi i Marco Falagiani – Śródziemnomorska sielanka (Mediterraneo)
  - Antonello Venditti – Szowiniści (Ultrà)
  - Riz Ortolani – Nel giardino delle rose
- 1992[2][18]
  - Franco Piersanti – Złodziej dzieci (Il ladro di bambini)
  - Francesco De Gregori – Il muro di gomma
  - Pino Daniele – Pensavo fosse amore... invece era un calesse
- 1993[2][19]
  - Ennio Morricone – Lata dzieciństwa (Jona che visse nella balena)
  - Ennio Morricone – Obstawa (La scorta)
  - Riz Ortolani – Magnificat
- 1994[2][20]
  - Nicola Piovani – Dziennik intymny (Caro diario)
  - Federico De Robertis – Sud
  - Nicola Piovani – Per amore, solo per amore
- 1995[2][21]
  - Franco Piersanti – Lamerica
  - Luis Bacalov – Listonosz (Il postino)
  - Pino Donaggio – Un eroe borghese
- 1996[2][22]
  - Manuel De Sica – Celuloid (Celluloide)
  - Ennio Morricone – Sprzedawca marzeń (L’uomo delle stelle)
  - Armando Trovajoli – Opowieść o ubogim młodzieńcu (Romanzo di un giovane povero)
- 1997[2][23]
  - Paolo Conte – Błękitna strzała (La freccia azzurra)
  - Luis Bacalov – Rozejm (La tregua)
  - Carlo Crivelli – Książę Homburg (Il principe di Homburg)
  - Federico De Robertis i Mauro Pagani – Nirvana
  - Nicola Piovani – Moje pokolenie (La mia generazione)
- 1998[2][24]
  - Nino D’Angelo – Tano da morire
  - Franco Piersanti – La parola amore esiste
  - Nicola Piovani – Życie jest piękne (La vita è bella)
- 1999[2][25]
  - Ennio Morricone – 1900: Człowiek legenda (La leggenda del pianista sull'oceano)
  - Ludovico Einaudi – Nie z tego świata (Fuori dal mondo)
  - Luciano Ligabue – Radiofreccia

### Lata 2000–2009
- 2000[2][26]
  - Ennio Morricone – Historia miłosna (Canone inverso – Making Love)
  - Paolo Buonvino – Na zawsze Ty (Come te nessuno mai)
  - Pivio i Aldo De Scalzi – Poza prawem: Historia Horsta Fantazzininiego  (Ormai è fatta!)
- 2001[2][27]
  - Nicola Piovani – Pokój syna (La stanza del figlio)
  - Ennio Morricone – Malena (Malèna)
  - Armando Trovajoli – Nieuczciwa konkurencja (Concorrenza sleale)
- 2002[2][28]
  - Fabio Vacchi – Rzemiosło wojenne (Il mestiere delle armi)
  - Luciano Ligabue – Da zero a dieci
  - Giovanni Venosta – Płonąc na wietrze (Brucio nel vento)
- 2003[2][29]
  - Andrea Guerra – Okna (La finestra di fronte)
  - Banda Osiris – Balsamista	(L'imbalsamatore)
  - Pivio i Aldo De Scalzi – W razie czego (Casomai)
  - Riz Ortolani – Serce gdzie indziej (Il cuore altrove)
  - Nicola Piovani – Pinokio (Pinocchio)
- 2004[2][30]
  - Banda Osiris – Pierwsza miłość (Primo amore)
  - Ezio Bosso – Nie boję się (Io non ho paura)
  - Andrea Guerra  – Che ne sarà di noi
  - Riz Ortolani – Świąteczny rewanż (La rivincita di Natale)
  - Giovanni Venosta – Agata e la tempesta
- 2005[2][31]
  - Riz Ortolani – Kiedy pojawią się dziewczyny (Ma quando arrivano le ragazze?)
  - Paolo Buonvino – Kilka słów o miłości (Manuale d’amore)
  - Pasquale Catalano – Skutki miłości (Le conseguenze dell'amore)
  - Andrea Guerra  – Święte serce (Cuore sacro)
  - Franco Piersanti – Klucze do domu (Le chiavi di casa)
- 2006[2][32]
  - Franco Piersanti – Kajman (Il caimano)
  - Goran Bregović – Czas porzucenia (I giorni dell’abbandono)
  - Paolo Buonvino – Opowieść kryminalna (Romanzo criminale)
  - Negramaro (Fabio Barovero, Simone Fabroni, Roy Paci i Louis Siciliano) – La febbre
  - Bruno Zambrini – Noc przed egzaminami (Notte prima degli esami)
- 2007[2][33]
  - Ennio Morricone – Nieznajoma (La sconosciuta)
  - Teho Teardo – Przyjaciel rodziny (L’amico di famiglia)
  - Neffa – Saturno contro. Pod dobrą gwiazdą (Saturno contro)
  - Franco Piersanti – Mój brat jest jedynakiem (Mio fratello è figlio unico)
  - Fabio Vacchi – Sto gwoździ (Centochiodi)
- 2008[2][34]
  - Paolo Buonvino – Cichy chaos (Caos calmo)
  - Lele Marchitelli – Piano, solo
  - Fausto Mesolella – Lascia perdere, Johnny!
  - Teho Teardo – Dziewczyna z jeziora (La ragazza del lago)
  - Giovanni Venosta – Pochmurne dni (Giorni e nuvole)
- 2009[2][35]
  - Teho Teardo – Boski (Il divo)
  - Bruno Zambrini – Ex
  - Baustelle – Giulia nie wychodzi wieczorem (Giulia non esce la sera)
  - Paolo Buonvino – Italians
  - Pivio i Aldo De Scalzi – Si può fare

### Lata 2010–2019
- 2010[2][36]
  - Ennio Morricone – Baaria (Baarìa)
  - Marco Biscarini i Daniele Furlati – Człowiek, który nadejdzie (L’uomo che verrà)
  - Carlo Virzì – Coś pięknego (La prima cosa bella)
  - Pasquale Catalano – Mine vaganti. O miłości i makaronach (Mine vaganti)
  - Carlo Crivelli – Zwycięzca (Vincere)
- 2011[2][37]
  - Rita Marcotulli i Rocco Papaleo – Basilicata coast to coast
  - Umberto Scipione – Witaj na południu (Benvenuti al Sud)
  - Teho Teardo – Il gioiellino
  - Fausto Mesolella – Into Paradiso
  - Hubert Westkemper – Wierzyliśmy (Noi credevamo)
- 2012[2][38]
  - David Byrne – Wszystkie odloty Cheyenne’a (This Must Be the Place)
  - Umberto Scipione – Benvenuti al Nord
  - Giuliano Taviani i Carmelo Travia   – Cezar musi umrzeć (Cesare deve morire)
  - Franco Piersanti – Habemus Papam: mamy papieża  (Habemus Papam)
  - Pasquale Catalano – Magnifica presenza
- 2013[2][39]
  - Ennio Morricone – Koneser (La migliore offerta)
  - Alexandre Desplat – Reality
  - Mauro Pagani – Syberyjska edukacja (Educazione siberiana)
  - Franco Piersanti – Ja i ty (Io e te)
  - Teho Teardo – Diaz (Diaz – Don't Clean Up This Blood)
- 2014[2][40]
  - Pivio i Aldo De Scalzi – Song'e Napule
  - Pasquale Catalano – Zapnijcie pasy (Allacciate le cinture)
  - Lele Marchitelli – Wielkie piękno (La grande bellezza)
  - Umberto Scipione – Sotto una buona stella
  - Carlo Virzì – Kapitał ludzki (Il capitale umano)
- 2015[2][41]
  - Giuliano Taviani – Ciemne dusze (Anime nere)
  - Nicola Piovani – Złaknieni (Hungry Hearts)
  - Sascha Ring – Cudowny młodzieniec  (Il giovane favoloso)
  - Ezio Bosso, Federico De Robertis – Il ragazzo invisibile
  - Paolo Fresu – I znów zazielenią się łąki (Torneranno i prati)
- 2016[2][42]
  - David Lang – Młodość (Youth)
  - Alexandre Desplat   – Pentameron (Il racconto dei racconti)
  - Ennio Morricone   – Korespondencja (La corrispondenza)
  - Michele Braga i Gabriele Mainetti   – Lo chiamavano Jeeg Robot
  - Paolo Vivaldi i Alessandro Sartini   – Nie bądź złym (Non essere cattivo)
- 2017[2][43]
  - Enzo Avitabile – Nierozłączne (Indivisibili)
  - Carlo Crivelli – Słodkich snów (Fai bei sogni)
  - Carlo Virzì – Zwariować ze szczęścia (La pazza gioia)
  - Franco Piersanti – La stoffa dei sogni
  - Andrea Farri – Italian Race (Veloce come il vento)
- 2018[2][44]
  - Pivio i Aldo De Scalzi – Miłość i kule (Ammore e malavita)
  - Antonio Fresa i Luigi Scialdone  – Gatta Cenerentola
  - Franco Piersanti – Czułość (La tenerezza)
  - Pasquale Catalano – Neapol spowity tajemnicą (Napoli velata)
  - Gatto Ciliegia contro il Grande Freddo – Nico, 1988
- 2019[2][45]
  - Apparat i Philipp Thimm – Capri-Revolution
  - Nicola Piovani  – W domu wszystko ok. (A casa tutti bene)
  - Nicola Tescari  – Euforia (Euforia)
  - Lele Marchitelli  – Oni (Loro)
  - Mokadelic  – Sześć dni z życia (Sulla mia pelle)

### Lata 2020–2029
- 2020[2][46]
  - Orchestra di piazza Vittorio  – Il flauto magico di piazza Vittorio
  - Andrea Farri  – Pierwszy król (Il primo re)
  - Nicola Piovani  – Zdrajca (Il traditore)
  - Dario Marianelli  – Pinokio (Pinocchio)
  - Thom Yorke  – Suspiria
- 2021:
  - Gatto Ciliegia contro il Grande Freddo i Downtown Boys – Panna Marx (Miss Marx)
  - Nicola Piovani – Hammamet
  - Niccolò Contessa – I predatori
  - Michele Braga – L’incredibile storia dell’Isola delle Rose
  - Pivio i Aldo De Scalzi – Non odiare
  - Marco Biscarini i Daniele Furlati – Chciałem się ukrywać (Volevo nascondermi)
- 2022:
  - Nicola Piovani – I fratelli De Filippo
  - Dan Romer i Benh Zeitlin – A Chiara
  - Verdena – America Latina
  - Pasquale Scialò – Ariaferma
  - Pivio i Aldo De Scalzi – Diabolik
  - Michele Braga i Gabriele Mainetti – Freaks Out